# Sigrid Maurer

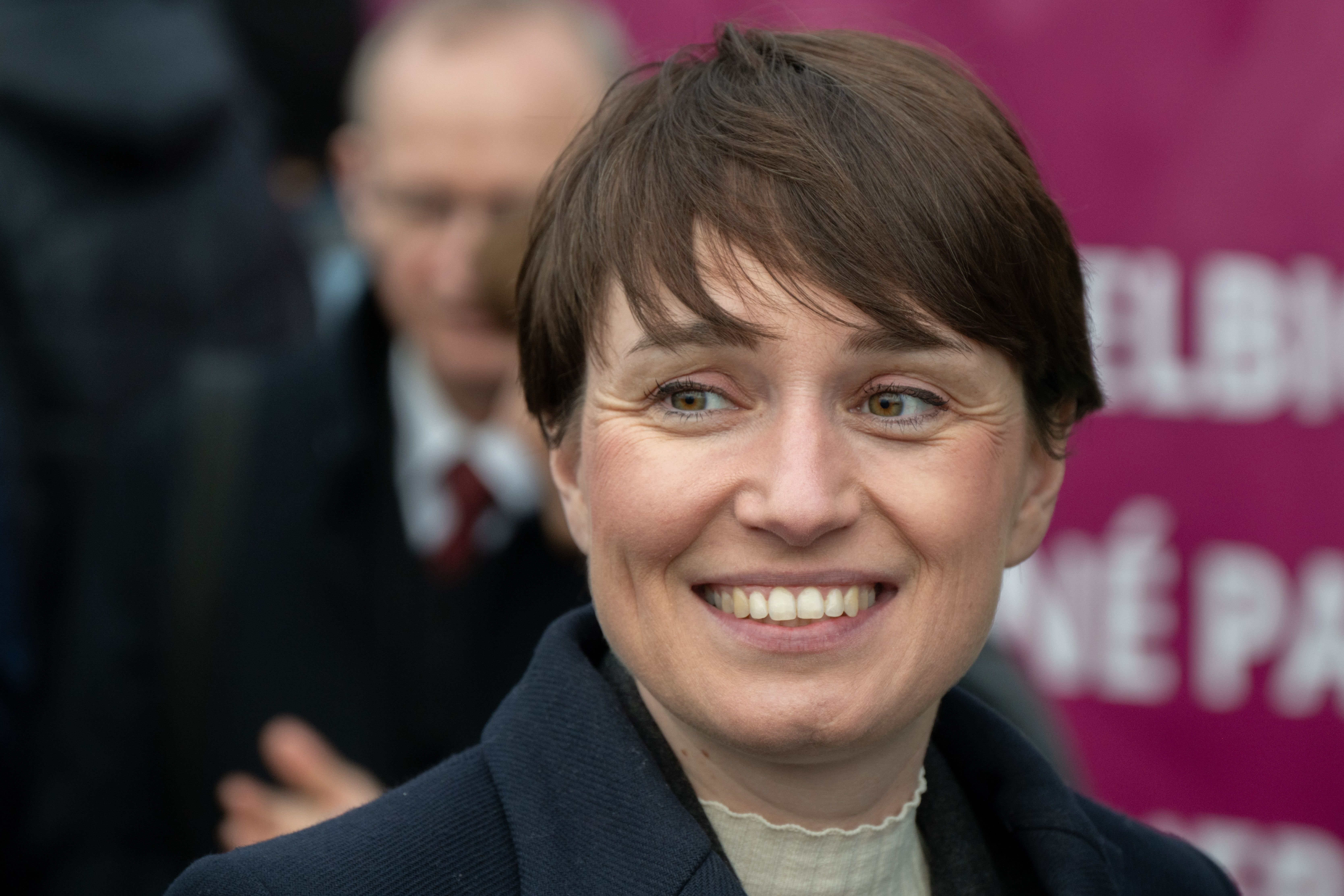
Sigrid Maurer (2025)

Sigrid Viktoria „Sigi“ Maurer (* 19. März 1985 in Rum, Tirol) ist eine österreichische Politikerin (Die Grünen) und ehemalige Studentenvertreterin (GRAS). Sie ist seit dem 7. Jänner 2020 Klubobfrau des Grünen Parlamentsklubs, dem sie als Abgeordnete zum Nationalrat von 2013 bis 2017 angehörte und seit 23. Oktober 2019 wieder angehört.

## Leben
Maurer studierte Musikwissenschaft und Politikwissenschaft an der Universität Innsbruck (2004–2009), jedoch ohne Abschluss.
Seit 2011 studiert sie Soziologie an der Universität Wien und hat einen Bachelorabschluss, den sie im Jahr 2017 erlangte.
Ab 2005 engagierte Maurer sich in der Österreichischen Hochschülerschaft und wurde Mitglied der Grünen & Alternativen Student_innen (GRAS). Von Juli 2009 bis Juni 2011 war sie ÖH-Vorsitzende. In diesen Zeitraum fielen die Studentenproteste in Österreich 2009/2010 gegen Beschränkungen des Hochschulzuganges, die sie in ihrer Funktion unterstützte.
Nachdem Maurer am 22. Dezember 2010 während der Debatte über das Budget 2011 von der Besuchergalerie aus Flugzettel in den Plenarsaal des Nationalrates geworfen und Parolen skandiert hatte, wurde ihr ein Hausverbot in der Dauer von 18 Monaten für das österreichische Parlament erteilt.
Im November 2012 gab Sigrid Maurer bekannt, für Die Grünen bei der Nationalratswahl 2013 kandidieren zu wollen. Beim grünen Bundeskongress wurde sie auf den sechsten Platz der Bundesliste gewählt. Von Oktober 2013 bis November 2017 war sie Abgeordnete zum Nationalrat. Nachdem sie am 6. November 2017 an einer Fernsehdiskussion zu sexueller Belästigung teilgenommen hatte, wurde sie Empfängerin einer Unzahl von hate mails. Sie reagierte darauf mit einem Foto, das sie in den sozialen Medien publizierte, in dem sie sich gegen die Mobber wandte: „to the haters with love“. Zu sehen war sie mit Sektglas und erhobenem Mittelfinger. Mehrere Medien, darunter das Boulevardblatt Kronen Zeitung, verwendeten das Foto in neuem Zusammenhang, als zeige Maurer dem Parlament den Stinkefinger. Dagegen klagte sie auf Schadensersatz.
Im Mai 2018 erhielt Maurer vom Facebook-Account des Ladeninhabers eines Craft-Beer-Geschäfts in Wien obszöne Nachrichten. Maurer machte diese Nachrichten öffentlich, beschuldigte den Geschäftsinhaber, diese Nachrichten geschrieben zu haben, und veröffentlichte dessen Namen und die Adresse des Geschäfts. Der Betreiber des Geschäfts nahm sich Adrian Hollaender als Anwalt und verklagte Sigrid Maurer wegen Verletzung des Persönlichkeitsrechts und Kreditschädigung auf 60.000 Euro. Der Betreiber gab an, die Nachricht nicht selbst verfasst zu haben und dass jeder, der sein Geschäft betrete, als Urheber in Frage käme. Maurer konnte nach Auffassung des Richters den Wahrheitsbeweis, der Kläger habe die Nachricht persönlich gesendet, nicht erbringen. Am 9. Oktober 2018 wurde Maurer in 1. Instanz vom Landesgericht für Strafsachen Wien wegen übler Nachrede schuldig gesprochen. Sie wurde zur Zahlung einer Geldstrafe in Höhe von 3000 Euro und einer Entschädigung in Höhe von 4000 Euro verurteilt. Am 12. März 2019 hob das Oberlandesgericht Wien dieses Urteil auf. Es begründete dies damit, dass das Landesgericht die Anforderungen an den Wahrheitsbeweis durch Sigrid Maurer überspannt habe. Der Ladeninhaber könne sich demgegenüber nicht allein auf die theoretische Möglichkeit berufen, dass ein Unbekannter seinen Rechner benutzt habe, während er kurzzeitig den Raum verlassen habe. Im Jänner 2021 urteilte das Bezirksgericht Josefstadt, dass der Betreiber für die geschickten Nachrichten verantwortlich war, und wies eine Unterlassungsklage ab. Am 17. Februar 2021 zog der Ladeninhaber seine Klage überraschend zurück.
Bei der Nationalratswahl 2019 kandidierte sie für die Wiener Grünen auf dem dritten Listenplatz im Landeswahlkreis Wien. Am 23. Oktober wurde sie als eine der 26 Abgeordneten der Grünen in der konstituierenden Sitzung des Nationalrats zur XXVII. Gesetzgebungsperiode angelobt und am 22. Oktober 2019 zur stellvertretenden Obfrau des Parlamentsklubs der Grünen gewählt. Nach der Bildung der Bundesregierung Kurz II wurde sie am 7. Jänner 2020 an Stelle von Bundesobmann Werner Kogler, der zum Regierungsmitglied und Vizekanzler bestellt wurde, zur Klubobfrau der Grünen gewählt.
Nach der Nationalratswahl 2024 wurde sie in der am 24. Oktober 2024 beginnenden XXVIII. Gesetzgebungsperiode Bereichssprecherin für Wissenschaft und Bildung, Integration und Medien.

## Auszeichnungen
- 2019: Kommunikatorin des Jahres 2018 des Public Relations Verbandes Austria[20]